# 旧贝肯
旧贝肯（德語：Altenbeken，發音：[ˈaltn̩ˌbeːkn̩] ⓘ）是德国北莱茵-威斯特法伦州代特莫尔德行政区帕德博恩县的市镇，面积76.22平方千米，2023年12月31日人口为9,190人。

## 友好城市
- 法國 贝通[2]